# آیولا (پنسیلوانیا)
آیولا (به انگلیسی: Iola) یک منطقهٔ مسکونی در ایالات متحده آمریکا است که در شهرستان کلمبیا، پنسیلوانیا واقع شده‌است. آیولا ۰٫۷ کیلومتر مربع مساحت و ۱۴۴ نفر جمعیت دارد و ۱۹۹٫۰۴ متر بالاتر از سطح دریا واقع شده‌است.